# Pythios

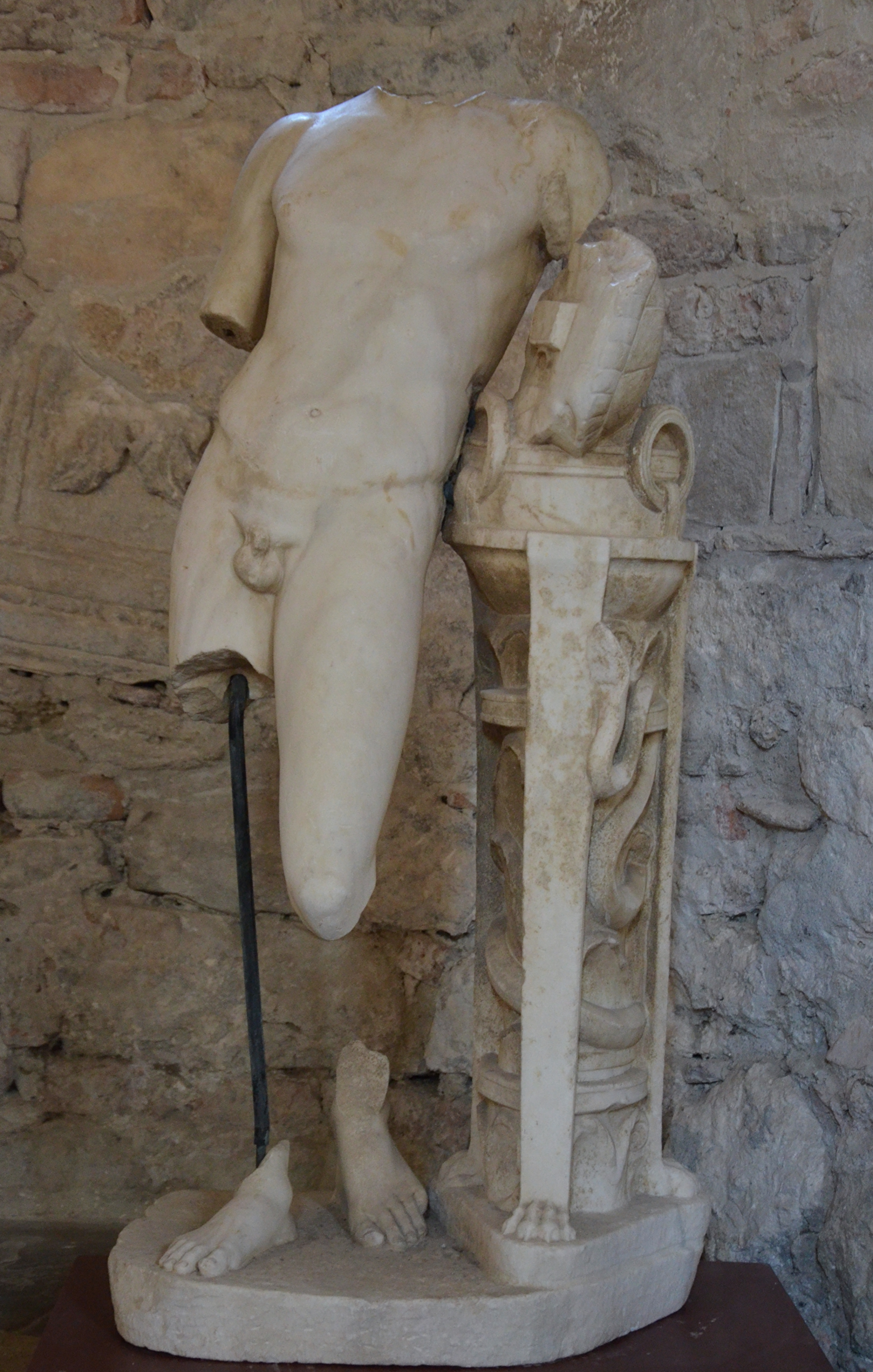
Statue des pythischen Apollon aus Apollonia, heute Albanien

Pythios (altgriechisch Πύθιος, vereinzelt alternativ auch Pythaios) war der verbreitetste Kultname (Epiklese) des Gottes Apollon im antiken Griechenland.
Der Name leitete sich vom Ort Pytho ab, dem späteren Delphi, der als Sitz des Apollon galt. Es handelt sich also bei Pythios um eine ortsgebundene Epiklese. Als solche ist ihre Verbreitung in ganz Griechenland und auch darüber hinaus in der hellenistischen Welt ungewöhnlich. Eine ähnlich ausgedehnte Verbreitung fand unter den ortsgebundenen Epiklesen nur Olympios, der Beiname des Zeus nach dem Berg Olymp.
Heiligtümer des „pythischen Apollon“, die sich überall in Griechenland finden, hießen Pythion, seine – ebenfalls verbreiteten – Festspiele Pythien. Auch der Name der Pythia, der Priesterin des Apollontempels in Delphi, ist von Pythios abgeleitet.

## Etymologie
Der Begriff leitet sich wohl von dem in Pytho/Delphi befindlichen Erdspalt ab, der einen wichtigen Teil des dortigen Apollontempels bildete und ein zentraler Kultort der griechischen Religion war. ὁ Πύθιος bedeutete demnach so viel wie ‚der über dem Erdschlund (Πύθω) waltende Gott‘. Diese Etymologie wurde schon früh durch den später sehr berühmten, Homer zugeschriebenen Hymnos auf Apollon überschrieben. Der Hymnos leitete das Wort Pytho von dem an dieser Stelle errungenen Sieg Apollons über einen (weiblichen) Drachen ab, auf dessen Verwesen oder Verfaulen (Πύθεσθαι) an dieser Stelle sich der Begriff Pytho bezogen haben soll. Da der Hymnos sich aber auf einen bereits bestehenden Ortsnamen bezog, für den er eine mythologische Erklärung zu finden suchte, scheint dieser älter als der Apollonkult gewesen zu sein. Auch wird der von Apollon besiegte Drache in dem Hymnos noch nicht, wie später, Python genannt (hiervon leitet sich auch der heutige Name der Schlangenart Python ab). Dies war die wohl verbreitetste Volksetymologie des Namens Pythios. Nachdem der Name Python für den (nunmehr als männlich konstruierten) Drachen etabliert war, wurde dieser auch direkt zur Erklärung der Namen Pytho und Pythios herangeführt, sodass der Drache Python zum Eponymos des Ortes erklärt wurde.